# Som gränslösa vidder
Som gränslösa vidder är en psalm, text av Martin Lönnebo 1993 och musik av Sven-Erik Bäck 1985. Psalmen har sju stycken verser.

## Publicerad som
- Psalmer i 90-talet som nummer 808 under rubriken "Lovsång och tillbedjan".
- Psalmer och Sånger 1987 som nummer 838 under rubriken "Att leva av tro - Glädje - tacksamhet".[1]
- Verbums psalmbokstillägg 2003 som nummer 710 under rubriken "Lovsång och tillbedjan".
- Sång i Guds värld Tillägg till Svensk psalmbok för den evangelisk-lutherska kyrkan i Finland 2015 som nummer 810 under rubriken 810.